# Henri Winkelman
Henri Gerard Winkelman (Maastricht, 17 augustus 1876 – Soesterberg, 27 december 1952) was de Nederlandse opperbevelhebber vanaf 6 februari 1940 en ten tijde van de Duitse invasie in 1940. Hij droeg vanaf 13 mei 1940 de hoogste regeringsmacht in Nederland na de vlucht van de koningin en de regering naar Londen. Winkelman werd een nationaal figuur door zijn openlijke steun aan het koninklijk huis op Anjerdag 29 juni 1940, wat leidde tot zijn arrestatie in de nacht van 1 op 2 juli 1940, waarna hij vijf jaar krijgsgevangen bleef.

## Voor 1939
Winkelman werd geboren in een protestants gezin. Zijn vader, Julius Hendrik Winkelman, was inspecteur der registratie en domeinen. Na zijn hbs-opleiding ging hij naar Koninklijke Militaire Academie in Breda, met als doel om in Nederlands-Indië te dienen als officier. Tijdens zijn opleiding werd hij als cadet-korporaal geplaatst bij de Infanterie. Tijdens zijn studie was hij lid van verschillende cadettenverenigingen, waaronder een schiet- en muziekvereniging. Na een succesvolle studie werd hij op 11 augustus 1896 benoemd tot tweede luitenant. en op 25 november 1901 benoemd tot eerste luitenant. Via de Hogere Krijgsschool in Den Haag doorliep hij zonder problemen officiersrangen bij de verschillende krijgsmachtonderdelen.
In 1902 trouwde hij met Arendina Jacomina Coert. Uit dit huwelijk kwamen twee zonen en twee dochters voort. Tussen 1909–1913 en 1917–1924 werkte hij bij de afdeling Generale Staf van het ministerie van Defensie. Hij werd op 1 april 1913 bevorderd tot kapitein. In 1923 behaalde hij de rang van majoor en op 1 november 1931 werd hij bevorderd tot generaal-majoor en commandant van de 4e divisie. Op 1 mei 1934 volgde bevordering tot luitenant-generaal. Hij verliet datzelfde jaar de militaire dienst na eervol ontslag te hebben gevraagd, omdat hij in de race voor de functie van stafchef had verloren van generaal Reijnders. Als gepensioneerd opperofficier bleef Winkelman op verschillende manieren actief op het gebied van landsverdediging. Zo was hij actief in de Defensie Commissie Bezwaarschriften en was hij vanaf 1938 adviseur bij Philips.

## Benoeming tot opperbevelhebber
Na toenemende internationale spanning besloot het kabinet-De Geer II in afwezigheid van minister-president De Geer over te gaan tot algehele mobilisatie. Er ontstonden spanningen tussen minister van Defensie Dijxhoorn en generaal Reijnders, voornamelijk over het strategisch beleid. Generaal Reijnders en het kabinet konden het na meerdere pogingen niet eens worden over de strategie, waarop hij ontslagen werd. Na crisisberaad in het kabinet schoof voormalig minister van defensie Van Dijk Winkelman naar voren om de post te bekleden. Op een late avond in januari (datum onbekend) werd hem door het kabinet gevraagd of hij de post wilde vervullen. Na een dag bedenktijd deelde minister Dijxhoorn mee dat Winkelman de post aannam. Dezelfde dag werd hij officieel benoemd tot opperbevelhebber van Land- en Zeemacht, en op 6 februari 1940 bevorderd tot generaal.
Winkelman had als organisator en administrateur een goede naam in het leger. Hij had hart voor de groep en kon goed omgaan met meerderen en minderen. In moeilijke situaties nam hij de tijd om de voor- en tegenargumenten op een rij te zetten, had hij een besluit genomen dan zette hij dit door met een zekere mate van flexibiliteit als de omstandigheden dit afdwongen. Zijn voorganger Reijnders stond bekend als betere krijgskundige, maar Winkelman vertrouwde op zijn officieren daar waar nodig. Tot zijn stafchef van de Landmacht werd Herman van Voorst tot Voorst benoemd en de twee konden het goed met elkaar vinden. 

## De Duitse invasie

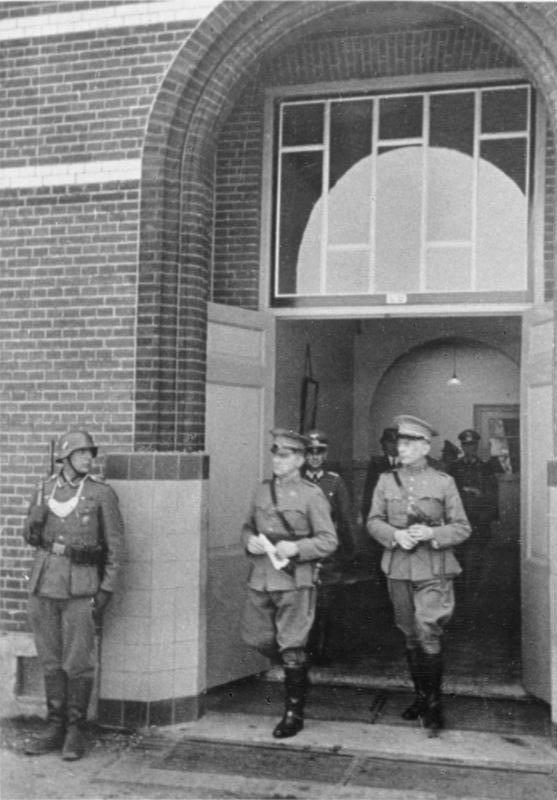
Generaal Winkelman verlaat op 15 mei 1940 het schoolgebouw in Rijsoord waar de capitulatie is ondertekend.

Na een inspectie van de belangrijkste linies besloot Winkelman in februari 1940 de hoofdverdediging in de Grebbelinie te voeren en niet bij het oostfront van de Vesting Holland. Drie argumenten lagen achter dit besluit. Ten eerste had de Grebbelinie weliswaar minder goede inundatiemogelijkheden, maar de begroeiing maakte het beter bestand tegen artillerie- en luchtaanvallen. Ten tweede lag de linie verder naar het oosten, waardoor een groter deel van Nederland beschermd werd en tot slot bood het een betere uitgangspositie voor offensieve acties. In navolging van dit besluit werd de linie versterkt met drie bataljons van de grensverdediging en de artillerie van het oostfront van de Vesting Holland.
Toen op 10 mei 1940 de Duitse invasie plaatsvond, bleek dat de paraatheid van de Nederlandse krijgsmacht niet overal optimaal was. Winkelman was tijdens de nacht van de invasie niet aanwezig op het Algemeen Hoofdkwartier, maar sliep thuis in Wassenaar. Hij werd pas vroeg in de ochtend geïnformeerd en vertrok onder gevaarlijke omstandigheden naar Den Haag. Tijdens deze rit vlogen er vele Duitse toestellen boven het hoofdkwartier en landden er Duitse parachutisten. Desondanks wist Winkelman op het hoofdkwartier aan het Lange Voorhout te komen.
Daar aangekomen deed hij een beroep op de bondgenoten en vooral op Frankrijk. Maar de hoogste prioriteit van de Nederlandse troepen kon het hoge opmarstempo van de Duitse luchtlandingstroepen niet tegenhouden, tot grote verrassing van Winkelman en zijn staf. De belangrijkste bruggen bij Dordrecht, Rotterdam en de Moerdijk waren vrij snel in Duitse handen. Boven Den Haag waren ondertussen Duitse transporttoestellen neergeschoten, waarbij de Nederlandse regering de aanvalsplannen tot haar beschikking kreeg. Daaruit bleek al snel dat de invasie een politiek doel had door het in hechtenis willen nemen van de koningin, het kabinet en de legerleiding. Daarop besloot generaal Winkelman Den Haag geheel af te grendelen. Maar de Duitse opmars in het zuiden en bij de Grebbelinie ging in zo'n hoog tempo dat zijn plan al snel onmogelijk uit te voeren viel.
Op 13 mei, na het vertrek van koningin Wilhelmina naar Londen, waren de meeste ministers in Hoek van Holland van plan om ook daarheen te vluchten. Minister van Financiën Steenberghe droeg op eigen initiatief het regeringsgezag in Nederland over aan Winkelman en verzocht de secretarissen-generaal zich naar diens aanwijzingen te gedragen. Dat werd pas achteraf door het kabinet en daarna door de koningin informeel goedgekeurd.
Het bombardement op Rotterdam en de onmiddellijk daarop volgende Duitse dreiging met een bombardement van Utrecht gaf voor Winkelman de doorslag dat de strijd zinloos was. Daarom ondertekende hij op 15 mei 1940 in de lagere school van Rijsoord de capitulatie van Nederland. Bij deze gelegenheid zou hij hebben gezegd: "Wij sluiten geen vrede, wij zetten de oorlog door", waarmee hij onder andere refereerde aan de naar het Verenigd Koninkrijk uitgeweken militairen van de marine en luchtmacht. Zeeland capituleerde niet omdat Franse hulptroepen vanaf de eerste oorlogsdag vanuit Duinkerken en vanaf de Frans-Belgische grens in Vlissingen en Breda waren aangekomen. Op 12 mei droeg de Commandant Zeeland (C.Z.) zijn troepen in Midden-Zeeland over aan brigadegeneraal Mary Durand en in Zeeuws-Vlaanderen aan brigadegeneraal Maurice Beaufrère. Midden-Zeeland capituleerde op 17 mei. De strijd in Zeeuws-Vlaanderen duurde tot 27 mei.

## Na de capitulatie

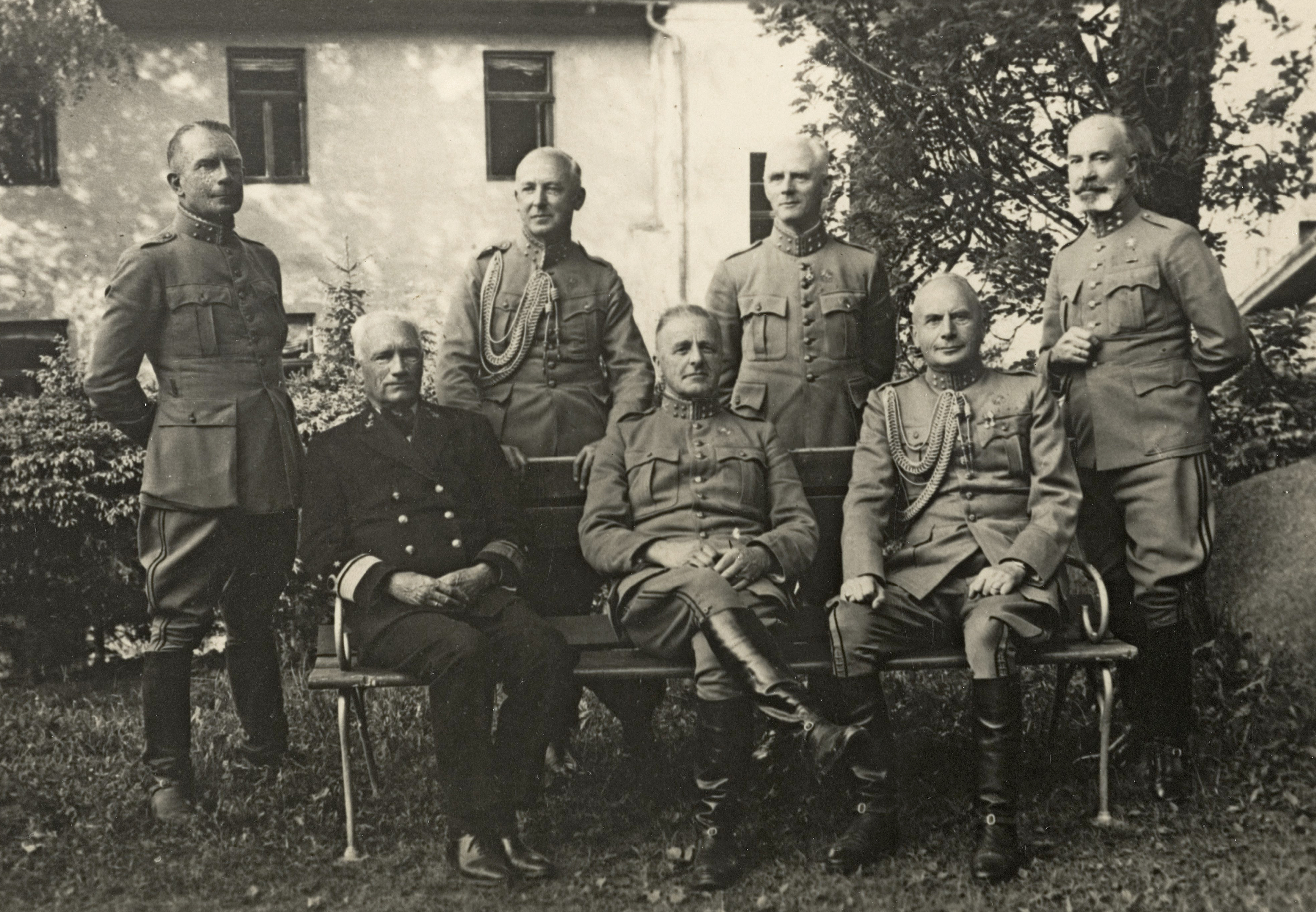
Nederlandse opperofficieren, waaronder generaal Winkelman zittend in het midden, tijdens hun krijgsgevangenschap in 1941;
Oflag VIII-E Johannisbrun, nabij Troppau

Na de capitulatie wilde Winkelman niet meewerken met de Duitse bezetter. Hij was van mening dat Nederlanders en Nederlandse bedrijven geen militaire opdrachten voor de nazi's mochten uitvoeren, in de breedste zin van het woord. Zowel hoge Nederlandse ambtenaren als de meeste Nederlandse industriëlen werkten hem daarin tegen.
Op 29 juni voerde hij in Den Haag de Anjerdag aan. Als gevolg daarvan werd hij op 2 juli 1940 gevangengenomen. Hij verbleef tijdens de gehele verdere oorlog in krijgsgevangenschap in Duitsland. De meeste tijd bracht hij door in Offizierslager IV-B Königstein, van waaruit hij op 12 mei 1945 terugkeerde. Op 1 oktober 1945 werd hij eervol ontslagen uit de militaire dienst. Op 4 mei 1946 werd hij onderscheiden met de hoogste burgerlijke koninklijke onderscheiding, Ridder Grootkruis in de Orde van de Nederlandse Leeuw. Winkelman was als bestuurslid van het Nationaal Comité Handhaving Rijkseenheid tegen de onafhankelijkheid van Indonesië. Hij overleed op 27 december 1952 in Soesterberg.

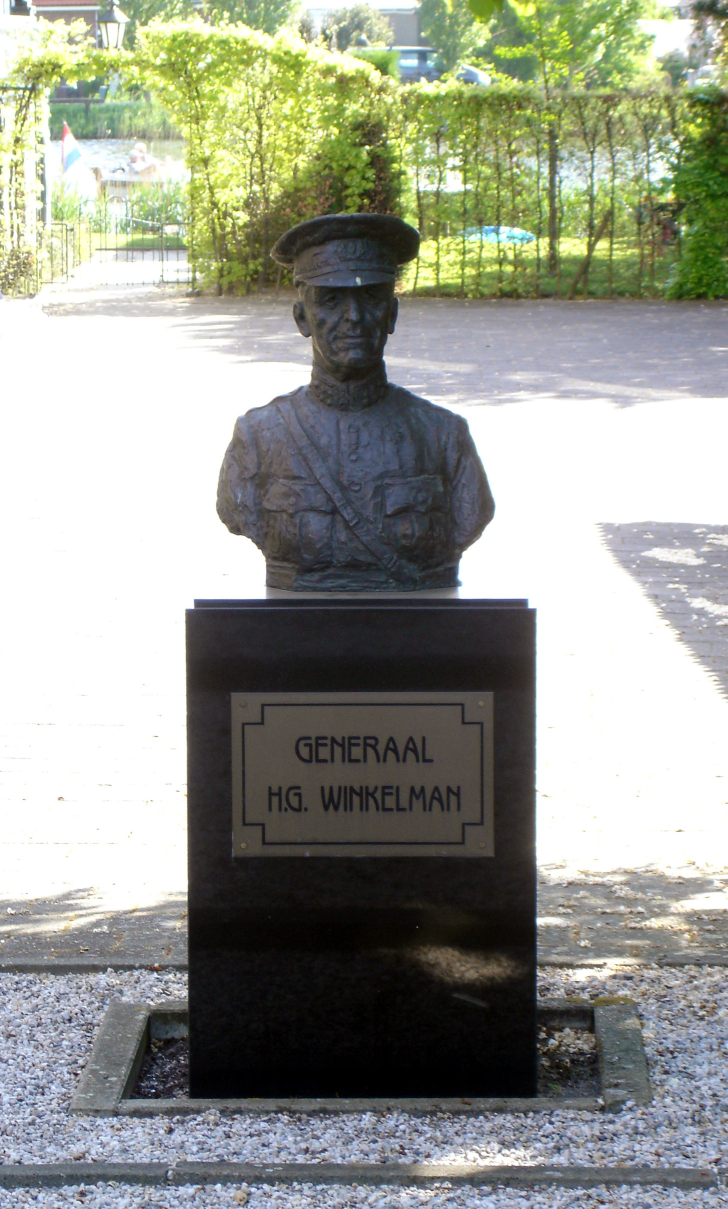
Borstbeeld van generaal Winkelman bij het Oorlogs- en Verzetsmuseum Johannes Post in Rijsoord

Winkelman werd postuum geëerd met naamswijziging van de legerplaats in Nunspeet aan de Elspeterweg tot Generaal Winkelman-kazerne. Die kazerne werd in 2002 gesloten en vervolgens werd in 2007 de Legerplaats Harskamp naar hem vernoemd. Daarnaast herbergt zijn woonplaats Soesterberg een straat met zijn naam en aan zijn, voormalige, algemeen hoofdkwartier aan het Lange Voorhout is een plaquette bevestigd die aan hem herinnert. Afgebrand aan het einde van de Tweede Wereldoorlog, staat vanaf 1960 daar kantoorgebouw De Zeven Provinciën.

## Onderscheidingen
- Ridder Grootkruis in de Orde van de Nederlandse Leeuw[1] (nr. 1) op 4 mei 1946[6]
- Ridder in de Orde van Oranje-Nassau[1]
- Mobilisatie-Oorlogskruis[6]
- Mobilisatiekruis 1914-1918[1]
- Oorlogsherinneringskruis met 1 gesp[1]
- Onderscheidingsteken voor Langdurige Dienst als officier[1]
- Commandeur in de Orde van het Zwaard[1]
- Ridder in de Orde van Sint-Olaf[1]
- Orde van de Witte Leeuw,[1] Militaire divisie, Derde Klasse op 6 november 1931[1][7]